# Citrus limettioides
La lima o limón dulce de la India o limón o lima de Palestina o de Persia (Citrus limettioides) es el fruto de una especie de árbol frutal de la familia de las Rutaceae llamado limero dulce o limero dulce de Palestina. Su zumo contiene generalmente menos del 0,1 % de ácido cítrico: su sabor muy ligero y su aroma parecido a la bergamota es popular en el Oriente Medio en la India, Centroamérica, las Antillas y en algunas regiones de México como Yucatán.
La planta es relativamente delicada y propensa a infecciones virales lo que limita su cultivo en algunas zonas. Suele utilizarse para injertar otros cítricos.